# Sorhoanus lenis
Sorhoanus lenis är en insektsart som beskrevs av Van Duzee 1925. Sorhoanus lenis ingår i släktet Sorhoanus och familjen dvärgstritar. Inga underarter finns listade i Catalogue of Life.